# ناوشکن کلاس سلا
دیسترویر کلاس سلا (به انگلیسی: Sella-class destroyer) یک کلاس از کشتی است که طول آن ۸۹٫۴ متر (۲۹۳ فوت ۴ اینچ) می‌باشد.